# Заєць Михайло Михайлович
Миха́йло Миха́йлович За́єць (нар. 1 вересня 1975 — 4 жовтня 2015) — сержант батальйону «Донбас» Національної гвардії України, учасник російсько-української війни.

## Життєпис
Народився 1975 року в місті Червоноград Львівської області, закінчив червоноградську ЗОШ № 12.
У часі війни — командир відділення, сержант, розвідник батальйону оперативного призначення «Донбас».
При утриманні батальйоном передових позицій в Широкиному Михайло був старшим на одній з позицій.
4 жовтня 2015-го під час патрулювання та відстеження ДРГ проросійських терористів в секторі «М» поблизу села Павлопіль Волноваського району автомобіль батальйону «Донбас» наїхав на протитанкову міну. Михайло Заєць загинув, ще двоє бійців зазнали поранень.
Після прощання у Маріуполі похований в Червонограді.
Без Михайла залишилися дружина та дві доньки — 2000 р.н. й 2008 р.н..

## Нагороди та вшанування
За особисту мужність, сумлінне та бездоганне служіння Українському народові, зразкове виконання військового обов'язку відзначений — нагороджений
- орденом «За мужність» ІІІ ступеня (25.11.2015, посмертно)[1]
- 24 травня 2016 року в червоноградській ЗОШ № 12 відкрито меморіальні дошки пам'яті Михайла Зайця та Петра Савчука.